# Козацька селищна рада
Коза́цька се́лищна ра́да — адміністративно-територіальна одиниця та орган місцевого самоврядування в Бериславському районі Херсонської області. Адміністративний центр — селище міського типу Козацьке.

## Загальні відомості
Козацька селищна рада утворена в 1922 році.
- Територія ради: 9,527 км²
- Населення ради: 3 890 осіб (станом на 2001 рік)
- Територією ради протікає річка Козак.

## Населені пункти
Селищній раді підпорядковані населені пункти:
- смт Козацьке

## Склад ради
Рада складається з 20 депутатів та голови.
- Голова ради: Чирко Андрій Андрійович
- Секретар ради: Тернова Світлана Іванівна

### Керівний склад попередніх скликань
| Прізвище, ім'я, по батькові | Основні відомості                                                | Дата обрання | Дата звільнення |
| --------------------------- | ---------------------------------------------------------------- | ------------ | --------------- |
| Чирко Андрій Андрійович     | Селищний голова, 1953 року народження, освіта вища               | 26.03.2006   | 31.10.2010      |
| Чирко Андрій Андрійович     | Селищний голова, 1953 року народження, освіта вища, безпартійний | 31.10.2010   |                 |

Примітка: таблиця складена за даними сайту Верховної Ради України

### Депутати
За результатами місцевих виборів 2010 року депутатами ради стали:

#### За суб'єктами висування
| Суб'єкт висування | Кількість обраних депутатів | %  |
| ----------------- | --------------------------- | -- |
| Партія регіонів   | 9                           | 45 |
| Самовисування     | 6                           | 30 |
| Народна партія    | 5                           | 25 |

#### За округами
| № округу        | Прізвище, ім'я, по батькові      | Дата визнання обраним | Освіта             | Партійна приналежність                        | Відомості про обраного депутата                                          |
| --------------- | -------------------------------- | --------------------- | ------------------ | --------------------------------------------- | ------------------------------------------------------------------------ |
| Народна Партія  |                                  |                       |                    |                                               |                                                                          |
| 2               | Вітасік Світлана Борисівна       | 01.11.2010            | вища               | член Народної партії                          | пенсіонер                                                                |
| 4               | Горохова Лариса Петрівна         | 01.11.2010            | вища               | член Народної партії                          | Козацька селищна рада, директор центру соціальних служб                  |
| 7               | Терехова Тетяна Іванівна         | 01.11.2010            | вища               | член Народної партії                          | Козацька лікарська амбулаторія, дільнична медсестра                      |
| 9               | Тернова Світлана Іванівна        | 01.11.2010            | вища               | член Народної партії                          | Козацька селищна рада, секретар                                          |
| 18              | Мальченко Ірина Леонідівна       | 01.11.2010            | вища               | член Народної партії                          | Козацький БККП, головний бухгалтер                                       |
| Партія регіонів |                                  |                       |                    |                                               |                                                                          |
| 5               | Коржова Світлана Володимирівна   | 01.11.2010            | середня спеціальна | позапартійна                                  | Козацька селищна рада, діловод                                           |
| 10              | Масютка Світлана Іванівна        | 01.11.2010            | вища               | позапартійна                                  | Бериславське медичне училище, головний бухгалтер                         |
| 11              | Грушева Людмила Іванівна         | 01.11.2010            | вища               | член Партії регіонів                          | Козацький дошкільний навчальний заклад «Казка», завідувач                |
| 14              | Алексєєнко Наталія Андріївна     | 01.11.2010            | вища               | позапартійна                                  | ДПТД «Юг сервіс», бухгалтер                                              |
| 15              | Половинко Вероніка Олександрівна | 01.11.2010            | вища               | член Партії регіонів                          | Козацька селищна рада, спеціаліст апарату                                |
| 16              | Жданова Лариса Володимирівна     | 01.11.2010            | вища               | позапартійна                                  | ПП «Віта», касир-оператор                                                |
| 17              | Ліпніков Павло Прокопович        | 01.11.2010            | вища               | позапартійний                                 | приватний підприємець                                                    |
| 19              | Покрищенко Юлія Іванівна         | 01.11.2010            | вища               | позапартійна                                  | тимчасово не працює                                                      |
| 20              | Матяш Любов Михайлівна           | 01.11.2010            | вища               | позапартійна                                  | приватний підприємець                                                    |
| Самовисування   |                                  |                       |                    |                                               |                                                                          |
| 1               | Жавко Тетяна Володимирівна       | 01.11.2010            | вища               | позапартійна                                  | Козацька загальноосвітня школа І-ІІІ ст., вчитель історії, правознавства |
| 3               | Ігнатенко Катерина Олексіївна    | 15.11.2010            | вища               | член Політичної партії «Фронт Змін»           | тимчасово не працює                                                      |
| 6               | Дронова Тетяна Миколаївна        | 01.11.2010            | вища               | член Всеукраїнського об'єднання «Батьківщина» | Козацька загальноосвітня школа І-ІІІ ст., вчитель початкових класів      |
| 8               | Гарбарук Павло Миколайович       | 01.11.2010            | середня спеціальна | позапартійний                                 | підприємець                                                              |
| 12              | Слободюк Лариса Вікторівна       | 01.11.2010            | вища               | член Політичної партії «Сильна Україна»       | Козацький дошкільний навчальний заклад «Казка», вихователь               |
| 13              | Шевченко Леся Леонідівна         | 01.11.2010            | вища               | член Політичної партії «Наша Україна»         | Козацька селищна рада, спеціаліст апарату                                |